# Алиджан, Экрем
Экрем Алиджан (1916, Адапазары — 18 июня 2000, Стамбул) — турецкий политик.

## Биография
Экрем Алиджан родился в 1916 году в Адапазарах в семье Юсуфа-эфенди и Эмине-ханым. У Экрема было два старших брата, Фуат и Исмаил Хаккы. Окончив школу, Экрем Алиджан поступил в расположенное в Стамбуле учебное заведение Мектеб-и Муклийе (в 1936 году это учебное заведение было реорганизовано в факультет политических наук Анкарского университета). После окончания университета Алиджан был отправлен министерством финансов на учёбу в Лондонскую школу экономики, но через полтора года он был вынужден вернуться в Турцию из-за начала Второй мировой войны.
После возвращения из Британии Экрем Алиджан начал работать в министерстве финансов. В 1940-41 годах проходил в службу в армии в артиллерийских войсках, затем возобновил работу в министерстве. После окончания войны министерство финансов хотело, чтобы Алиджан продолжил учёбу в Лондоне, но его отец был против. В 1946 году Экрем Алиджан вновь ненадолго был призван в армию.
Вскоре после второго призыва Алиджан уволился из министерства и вернулся в Адапазары. Там он совместно с тремя родственниками организовал фирму, торгующую сельхозпродукцией, но успеха не имел.
В возрасте 34 лет Экрем Алиджан вступил в демократическую партию, в 1950 году был избран членом Великого национального собрания от ила Коджаэли. В 1954 году он был переизбран. В 1955 году после беспорядков в Стамбуле внутри демократической партии произошёл в конфликт, в результате которого 9 членов партии были исключены из неё, ещё 10 вышли самостоятельно. Вместе они 20 декабря 1955 года основали партию свободы. В 1957 году партия свободы потерпела неудачу на выборах, от неё в парламент прошло лишь 4 человека. 24 ноября 1958 года партия была распущена. Через три дня после государственного переворота 1960 года Экрем Алиджан получил пост министра финансов, но 27 декабря того же года он ушёл с поста в связи с несогласием с финансовой политикой военных.
13 февраля 1961 года Алиджан создал партию новой Турции. На парламентских выборах 1961 года партия получила 13,73 % голосов, заняв таким образом в парламенте 65 мест из 450. На выборах в Сенат партия новой Турции получила 13,0 % голосов, что означало 27 мест из 150. Сам Алиджан по итогам парламентских выборов получил место в Великом национальном собрании. Позднее Экрем Алиджан был назначен вице-премьером в коалиционном правительстве Турции, занимал этот пост с 25 июня 1962 года по 25 декабря 1963 года. В 1965 году Алиджан был снова избран депутатом, его партия заняла в парламенте 19 мест из 450. 17 октября 1966 года Экрем Алиджан ушёл с поста председателя партии, в 1969 году отошёл от политической деятельности.

### Личная жизнь
19 мая 1947 года женился на Наджие Гюлер. У супругов было трое детей, две дочери, Эмине Нилюфер (род. 1948) и Джанан (род. 1951), а также сын Юсуф (род. 1958).

### Последние годы жизни
В 1970-80 годами Экрем Алиджан входил в состав правления одного из крупнейших частных банков Yapı ve Kredi Bankası.
Умер 18 июня 2000 года в своём доме в стамбульском районе Йеникёй. После религиозной церемонии в мечети Тешвикие тело Экрема Алиджана было похоронено на семейном кладбище в Адапазарах. У него остались жена и трое детей.